# الکساندر شوچنکو (بازیکن فوتبال)
الکساندر شوچنکو (اوکراینی: Олександр Григорович Шевченко؛ زادهٔ ۲۴ اکتبر ۱۹۹۲) بازیکن فوتبال اهل اوکراین است.
از باشگاه‌هایی که در آن بازی کرده‌است می‌توان به باشگاه فوتبال آرسنال کی‌یف اشاره کرد.